# Varsberg
Varsberg – miejscowość i gmina we Francji, w regionie Grand Est, w departamencie Mozela.
Według danych na rok 1990 gminę zamieszkiwało 879 osób, a gęstość zaludnienia wynosiła 212 osób/km² (wśród 2335 gmin Lotaryngii Varsberg plasuje się na 406. miejscu pod względem liczby ludności, natomiast pod względem powierzchni na miejscu 1084.).